# Алгоритмы быстрого возведения в степень по модулю
Алгоритмы быстрого возведения в степень по модулю — разновидность алгоритмов возведения в степень Сравнение по модулю натурального числа по модулю, широко использующихся в различных криптосистемах, для ускорения вычислительных операций с большими числами.

## Метод с использованием Китайской теоремы об остатках

### Описание метода
Пусть требуется вычислить {\displaystyle S=x^{a}{\bmod {n}}}, где числа {\displaystyle x,a,n} достаточно большие и пусть модуль может быть разложен на простые делители {\displaystyle n=p_{1}p_{2}...p_{j}}. Тогда для быстрого возведения в степень по модулю можно воспользоваться китайской теоремой об остатках и решить систему уравнений (предварительно посчитав вычеты {\displaystyle x^{a}\equiv r_{i}{\pmod {p_{i}}}} с использованием теоремы Ферма, где {\displaystyle i=1,2,...,j}):
{\displaystyle {\begin{cases}x^{a}\equiv r_{1}{\pmod {p_{1}}},\qquad 0\leqslant r_{1}<p_{1}\\x^{a}\equiv r_{2}{\pmod {p_{2}}},\qquad 0\leqslant r_{2}<p_{2}\\\qquad ......\qquad \qquad \qquad ......\\x^{a}\equiv r_{j}{\pmod {p_{j}}},\qquad 0\leqslant r_{j}<p_{j}\\\end{cases}}}
Заменив {\displaystyle x^{a}} на {\displaystyle t} для удобства, решаем систему относительно {\displaystyle t} и получаем {\displaystyle S}.
Пусть требуется вычислить {\displaystyle S=3^{5}{\bmod {3}}0}
{\displaystyle {\begin{cases}t=3^{5}\equiv 1{\pmod {2}}\\t=3^{5}\equiv 0{\pmod {3}}\\t=3^{5}\equiv 3{\pmod {5}}\\\end{cases}}}
Представим систему в виде
{\displaystyle {\begin{cases}t=3^{5}=1+2u\\t=3^{5}=0+3v\\t=3^{5}=3+5w\\\end{cases}}}
Подставив t из первого уравнения во второе, получим {\displaystyle 1+2u\equiv 0{\pmod {3}}}, тогда {\displaystyle 2u\equiv 2{\pmod {3}}}, или {\displaystyle u\equiv 1{\pmod {3}}}, или {\displaystyle u=1+3h};
подставив  затем t из первого уравнения в третье с учетом выражения для {\displaystyle u} получим {\displaystyle 1+2(1+3h)\equiv 3{\pmod {5}}} или {\displaystyle 6h\equiv 0{\pmod {5}}}, тогда {\displaystyle h=0{\pmod {5}}};
тогда {\displaystyle t=3^{5}\equiv 1+2(1+3\cdot 0)\equiv 3{\pmod {5}}} следовательно, {\displaystyle S=3^{5}{\bmod {3}}0=3};

### Применение
Значительный выигрыш от данного алгоритма можно получить при выполнении умножения. Умножение будет проводиться в два раза быстрее при использовании данного алгоритма.

### Вычислительная сложность
Данный метод позволяет сократить количество вычислений в {\displaystyle 3-4} раза. Пусть {\displaystyle a} имеет длину {\displaystyle k} бит. При обычном возведении в степень затратится около {\displaystyle 3k/2} умножений по модулю. Пусть мы хотим вычислить {\displaystyle (x^{a}{\bmod {p}},x^{a}{\bmod {q}})}. Сокращая {\displaystyle a} на {\displaystyle p-1} и {\displaystyle q-1} задача сводится к вычислению {\displaystyle (x^{a{\bmod {(}}p-1)}{\bmod {p}},x^{a{\bmod {(}}q-1)}{\bmod {q}})}. Каждая степень в данной записи имеет длину {\displaystyle k/2}. Поэтому каждая операция возведения в степень потребует {\displaystyle 3k/4} операций. Итого потребуется {\displaystyle 2\cdot 3k/4=3k/2} умножений по модулю простого числа {\displaystyle p} или {\displaystyle q} вместо изначального умножения по модулю {\displaystyle n}.

## Метод повторяющихся возведения в квадрат и умножения

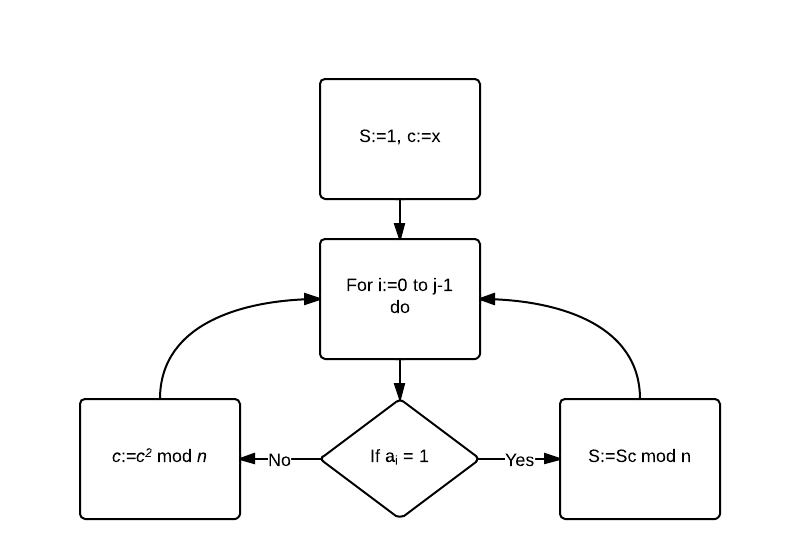
Пример блок-схемы метода повторяющихся возведения в квадрат и умножения

### Описание метода
Пусть требуется вычислить {\displaystyle x^{a}{\bmod {n}}}. Представим степень {\displaystyle a=a_{j-1}2^{j-1}+a_{j-2}2^{j-2}+...+a_{2}2^{2}+a_{1}2^{1}+a_{0}}, где {\displaystyle a_{j}=(0,1)}
Представим {\displaystyle x^{a}{\bmod {n}}} в виде:
{\displaystyle x^{a}{\bmod {n}}=x^{a_{j-1}2^{j-1}+a_{j-2}2^{j-2}+...+a_{2}2^{2}+a_{1}2^{1}+a_{0}}{\bmod {n}}=}
{\displaystyle =(x^{2})^{a_{j-1}2^{j-2}+a_{j-2}2^{j-3}+...+a_{1}2^{0}}x^{a_{0}}{\bmod {n}}=}
{\displaystyle =((x^{2})^{2})^{a_{j-1}2^{j-3}+a_{j-2}2^{j-4}+...+a_{2}2^{0}}(x^{2})^{a_{1}}x^{a_{0}}{\bmod {n}}=}
{\displaystyle =(...((x^{2})^{2}...)^{2})^{a_{j-1}}...(x^{8})^{a_{3}}(x^{4})^{a_{2}}(x^{2})^{a_{1}}x^{a_{0}}{\bmod {n}}}
Далее высчитывается значение выражения {\displaystyle x^{2}{\bmod {n}}} и проводится замена в преобразованном выражении.
Данная операция производится до тех пор пока не будет найден результат.
Пусть требуется вычислить {\displaystyle 249^{321}{\bmod {4}}99}. Представим степень в виде {\displaystyle 321=256+64+1=2^{8}+2^{6}+2^{0}}. Представим {\displaystyle 249^{321}{\bmod {4}}99} в виде {\displaystyle 249^{321}{\bmod {4}}99=249^{2^{8}+2^{6}+2^{0}}{\bmod {4}}99=}
{\displaystyle =(((((((249^{2})^{2})^{2})^{2})^{2})^{2})^{2})^{2}(((((249^{2})^{2})^{2})^{2})^{2})^{2}249{\bmod {4}}99=[249^{2}\equiv 125({\bmod {4}}99)]=}
{\displaystyle =((((((125^{2})^{2})^{2})^{2})^{2})^{2})^{2}((((125^{2})^{2})^{2})^{2})^{2}249{\bmod {4}}99=[125^{2}\equiv 156({\bmod {4}}99)]=}
{\displaystyle =(((((156^{2})^{2})^{2})^{2})^{2})^{2}(((156^{2})^{2})^{2})^{2}249{\bmod {4}}99=[156^{2}\equiv 384({\bmod {4}}99)]=}
{\displaystyle =((((384^{2})^{2})^{2})^{2})^{2}((384^{2})^{2})^{2}249{\bmod {4}}99=[384^{2}\equiv 251({\bmod {4}}99)]=}
{\displaystyle =(((251^{2})^{2})^{2})^{2}(251^{2})^{2}249{\bmod {4}}99=[251^{2}\equiv 127({\bmod {4}}99)]=}
{\displaystyle =((127^{2})^{2})^{2}127^{2}249{\bmod {4}}99=[127^{2}\equiv 161({\bmod {4}}99)]=}
{\displaystyle =(161^{2})^{2}161*249{\bmod {4}}99=[161^{2}\equiv 472({\bmod {4}}99)]=}
{\displaystyle =472^{2}161*249{\bmod {4}}99=[472^{2}\equiv 230({\bmod {4}}99)]=}
{\displaystyle =230*161*249{\bmod {4}}99=447}

### Применение
Если {\displaystyle n} — простое или является произведением двух больших простых чисел, то обычно используют метод повторяющихся возведения в квадрат и умножения. Однако, если {\displaystyle n} — составное, то обычно используют это метод вместе с китайской теоремой об остатках.

### Вычислительная сложность
Средняя сложность данного алгоритма равна {\displaystyle 1,5a} операций умножения двух {\displaystyle a}-битовых чисел плюс {\displaystyle 1,5a} операций деления {\displaystyle 2a}-битовых чисел на {\displaystyle a}-битовое число. Для {\displaystyle 1000}-битовых и более длинных чисел данный алгоритм выполняется на ЭВМ достаточно быстро.

## Метод Монтгомери возведения в степень

### История
Данный метод был предложен 1985 году Питером Монтгомери для ускорения выполнения модульного возведения в степень.

### Описание метода
В этом методе каждому числу {\displaystyle x} ставится в соответствие некоторый образ {\displaystyle F(x)} и все вычисления производятся с {\displaystyle F(x)}, а в конце производится переход от образа к числу.
| Теорема(Монтгомери). Пусть {\displaystyle N,R} — взаимно простые положительные целые числа, а {\displaystyle N'=(-N^{-1}){\bmod {R}}}. Тогда для любого целого {\displaystyle x} число {\displaystyle y=x+N((xN'){\bmod {R}})} делится на {\displaystyle R}, причем {\displaystyle y/R\equiv xR^{-1}({\bmod {N}})}. Более того, если {\displaystyle 0\leqslant x<RN}, то разность {\displaystyle y/R-((xR^{-1}){\bmod {N}})} равна либо {\displaystyle 0}, либо {\displaystyle N}. |

Данная теорема позволяет вычислить оптимальным способом величину {\displaystyle (xR^{-1}){\bmod {N}}} для некоторого удобно выбранного {\displaystyle R}.
| Определение 1. Для чисел {\displaystyle R} , {\displaystyle N} , {\displaystyle x} , таких что НОД{\displaystyle (R,N)=1} и {\displaystyle 0\leqslant x<N}, назовем {\displaystyle (R,N)} — остатком числа {\displaystyle x} величину {\displaystyle {\overline {x}}=(xR){\bmod {N}}}. |

| Определение 2. Произведением Монтгомери двух целых чисел {\displaystyle a} , {\displaystyle b} называется число {\displaystyle M(a,b)=abR^{-1}{\bmod {N}}} |

| Теорема (правила Монтгомери). Пусть числа {\displaystyle R} , {\displaystyle N} взаимно просты, и {\displaystyle 0\leqslant a,b<N}. Тогда {\displaystyle a{\bmod {N}}=M({\overline {a}},1)} и {\displaystyle M({\overline {a}},{\overline {b}})={\overline {ab}}} |

То есть, для наглядности, запишем выражение для возведения {\displaystyle x} в {\displaystyle 3} степень: {\displaystyle M(M(M({\overline {x}},{\overline {x}}),{\overline {x}}),1)=x^{3}{\bmod {N}}}
| Алгоритм(Произведение Монтгомери). Пусть заданы целые числа {\displaystyle 0\leqslant c,d<N}, где {\displaystyle N} нечетно, а {\displaystyle R=2^{s}>N}. Этот алгоритм возвращает {\displaystyle M(c,d)}. 1.[Функция M Монтгомери] {\displaystyle M(c,d)}{ {\displaystyle x=cd}; {\displaystyle z=y/z}; //В соответствии с теоремой(Монтгомери). 2.[Поправить результат] if {\displaystyle (z\geqslant N)z=z-N}; return {\displaystyle z}; } |

| Алгоритм(Метод Монтгомери возведения в степень). Пусть заданы числа {\displaystyle 0\leqslant x<N}, {\displaystyle y>0}, и {\displaystyle R} выбрано так же, как для алгоритма(Произведение Монтгомери). Этот алгоритм возвращает {\displaystyle x^{y}{\bmod {N}}}. Через {\displaystyle (y_{0},...,y_{D-1})} мы обозначаем двоичные биты {\displaystyle y}. 1.[Начальная установка] {\displaystyle {\overline {x}}=(xR){\bmod {N}}}; //С помощью какого-либо метода деления с остатком. {\displaystyle {\overline {p}}=R{\bmod {N}}}; //С помощью какого-либо метода деления с остатком. 2.[Схема возведения в степень] for {\displaystyle (D-1\geqslant j\geqslant 0)}{ {\displaystyle {\overline {p}}=M({\overline {p}},{\overline {p}})}; //с помощью алгоритма(произведение Монтгомери). if {\displaystyle (y_{i}==1){\overline {p}}=M({\overline {p}},{\overline {x}})}; } //Теперь {\displaystyle {\overline {p}}} равняется {\displaystyle {\overline {x}}^{y}}. 3.[Окончательное получение степени] {\displaystyle M({\overline {p}},1)}; |

В итоге получаем образ {\displaystyle {\overline {x}}=xR{\bmod {N}}}, от которого мы можем получить конечный результат {\displaystyle x={\overline {x}}R^{-1}{\bmod {N}}}, причем выражение {\displaystyle R^{-1}{\bmod {N}}} вычислено заранее. Для произведения двух чисел результат будет выглядеть как {\displaystyle z={\overline {z}}R^{-1}{\bmod {N}}={\overline {x}}{\overline {y}}R^{-1}{\bmod {N}}\equiv {\frac {{\overline {x}}{\overline {y}}-({\overline {x}}{\overline {y}}(N^{-1}{\bmod {R}}){\bmod {R}})N}{R}}{\bmod {N}}}
Пусть {\displaystyle N=11}, {\displaystyle b=R=2^{5}=32>N} и хотим перемножить два числа {\displaystyle x=3} и {\displaystyle x=3} (т.е. возвести {\displaystyle x} в квадрат)
{\displaystyle 3} имеет образ {\displaystyle 3\cdot R{\bmod {N}}=96{\bmod {1}}1=8}
(для проверки {\displaystyle 9} имеет образ {\displaystyle 9\cdot R{\bmod {N}}=288{\bmod {1}}1=2})
Перемножаем образы:
{\displaystyle w={\overline {x}}\cdot {\overline {x}}=64},
Производим переход от образа умножения к искомому прообразу
{\displaystyle q=N^{-1}{\bmod {R}}=3},
{\displaystyle u=-w\cdot q{\bmod {R}}=-64\cdot 3{\bmod {3}}2=-192{\bmod {3}}2=0},
{\displaystyle {\overline {z}}=(w+u\cdot N)/R=(64+0\cdot 32)/32=2}
Соответственно прообраз {\displaystyle z={\overline {z}}\cdot R^{-1}{\bmod {N}}=2\cdot 32^{-1}{\bmod {1}}1=9}

### Применение
Данный метод дает выигрыш в производительности по сравнению с методом повторяющихся возведения в квадрат и умножения, так как умножение двух чисел по модулю происходит значительно быстрее.

### Вычислительная сложность
Данный метод позволяет уменьшить (при больших значения {\displaystyle N}) вычисления функции {\displaystyle \operatorname {mod} } до одного умножения двух чисел размером {\displaystyle N}. Сложность умножения Монтгомери оценивается как {\displaystyle O(n^{2})}.

## Алгоритм с использованием «школьного» метода

### Описание метода
Для наглядности рассмотрим метод для основания {\displaystyle B=2}, то есть будем проводить вычисления в {\displaystyle B} — ичной (или двоичной, так как {\displaystyle B=2}) системе счисления. Основание {\displaystyle B=2} имеет плюс, в том что выполнение операции деления на {\displaystyle 2} происходит сдвигом вправо, а умножение на {\displaystyle 2} — сдвигом влево.
| Определение 1. Представлением неотрицательного целого числа {\displaystyle x} в системе счисления с основанием {\displaystyle B} (или {\displaystyle B}-ичной записью числа {\displaystyle x}) называется кратчайшая последовательность целых чисел {\displaystyle (x_{i})}, называемых цифрами записи, такая что каждая из этих цифр удовлетворяет неравенству {\displaystyle 0\leqslant x_{i}<B}, и выполнено равенство {\displaystyle x=\sum _{i=0}^{D-1}x_{i}B^{i}} |

Для примера, рассмотрим двоичный алгоритм взятия {\displaystyle \operatorname {mod} } от произведения {\displaystyle xy}.
| Алгоритм (двоичный алгоритм умножения и взятия остатка). Пусть заданы положительные целые числа {\displaystyle x}, {\displaystyle y} такие что {\displaystyle 0\leqslant x},{\displaystyle y<N}. Этот алгоритм возвращает результат составной операции {\displaystyle (xy){\bmod {N}}}. Мы предполагаем, что задано двоичное представление числа {\displaystyle x} согласно определению 1, так что биты числа {\displaystyle x} имеют вид {\displaystyle (x_{0},...,x_{D-1})}, и {\displaystyle x_{D-1}>0} — самый старший бит. 1.[Начальная установка] {\displaystyle s=0}; 2.[Преобразовать все {\displaystyle D} битов] for {\displaystyle (D-1\geqslant j\geqslant 0)} { {\displaystyle s=2s}; if {\displaystyle (s\geqslant N)s=s-N}; if {\displaystyle (x_{j}==1)s=s+y}; if {\displaystyle (s\geqslant N)s=s-N}; } return {\displaystyle s}; |

Данный метод имеет один недостаток: он не использует преимущество многобитовой арифметики, доступной на любой современной ЭВМ. Поэтому обычно используют основания {\displaystyle B} большие {\displaystyle 2}.

### Вычислительная сложность «школьного» метода
Выражения вида {\displaystyle a^{b}({\bmod {n}})} имеет оценку вычислительной сложности — {\displaystyle O_{s}((\log n)^{3})}